# Círculo de Kolondieba
Kolondieba es una subdivisión administrativa (cercle o círculo) de la región de Sikasso, en Malí. En abril de 2009 tenía una población censada de 201 462 habitantes y estaba formada por las siguientes comunas o municipios, que se muestran igualmente con población de abril de 2009:
- Bougoula 6,281
- Fakola 28,440
- Farako 14,773
- Kadiana 19,845
- Kebila 33,090
- Kolondieba 53,380
- Kolosso 6,200
- Mena 6,157
- Nangalasso 11,684
- N'Golodiana6,872
- Tiongui 9,193
- Tousseguela 5,547[1]